# Ochotona gloveri
Ochotona gloveri este o specie de mamifere din familia iepurilor fluierători, Ochotonidae. A fost descrisă pentru prima oară în 1922, de Michael Rogers Oldfield Thomas. Blana dorsală de vară este rufescentă cu tentă cenușie, brună cu tentă cenușie sau brună de culoarea ceaiului. Blana de iarnă este asemănătoare cu blana de vară, dar are este mai deschisă la culoare. Endemică în China, este găsită la altitudini înalte în nord-estul Tibetului, sud-vestul Qinghaiului, vestul Sichuanului și nord-vestul Yunnanului. Este o erbivoră oportunistă ce construiește căpițe de fân. Este clasificată de către Uniunea Internațională pentru Conservarea Naturii drept specie neamenințată cu dispariția. Este de asemenea listată pe lista roșie regională⁠(en)[traduceți] drept specie neamenințată cu dispariția în China.

## Taxonomie
Ochotona gloveri a fost descrisă pentru prima oară în anul 1922 de zoologul britanic Michael Rogers Oldfield Thomas, în Annals and Magazine of Natural History⁠(en)[traduceți]. Face parte din subgenul Conothoa. Există patru subspecii recunoscute:
- O. g. brookei (Allen, 1937)
- O. g. calloceps (Pen et al., 1962)
- O. g. gloveri (Thomas, 1922)
- O. g. muliensis⁠(en)[traduceți][1] (Pen și Feng, 1962)

Plasarea sa taxonomică a fost controversată și subiect al schimbării. În 1951, Ellerman și Terence Morrison-Scott⁠(en)[traduceți] au clasificat O. g. brookei ca subspecie a ohotonei roșii (Ochotona rutila), însă acum este tratată ca subspecie a speciei O. gloveri. Pen et al. au descris în 1962 Ochotona muliensis⁠(en)[traduceți] drept o formă nouă a speciei O. gloveri; O. muliensis a fost după aceea considerată o specie independentă pe baza morfologiei craniului, însă în prezent este considerată o subspecie a speciei O gloveri. O. gloveri a fost anterior tratată drept subspecie a ohotonei roșii, însă acum este considerată specie independentă pe baza morfologiei craniului, culorii blănii și zoogeografiei⁠(en)[traduceți]. A fost de asemenea tratată drept subspecie a speciei Ochotona erythrotis parțial din cauza plasării sale sub ohotona roșie. Potrivit unor studii morfologice și moleculare, O. gloveri este strâns înrudită cu O. erythrotis, iar cele două sunt taxoni surori⁠(en)[traduceți]. În 1948 Argyropulo a descris specia Ochotona kamensis și a explicat că aceasta este mai mare și mai diferențiată decât O. erythrotis și O. gloveri. În 1985, după ce au observat asemănări izbitoare între structurile craniilor și culorile straturilor de blană, Feng și Zheng au sinonimizat Ochotona kamensis cu Ochotona gloveri. Totuși, în 1988, Erbajeva a sinonimizat Ochotona kamensis cu Ochotona gloveri brookei și a menținut denumirea kamensis, căci nu a urmat principiul priorității⁠(en)[traduceți] care recunoaște prima aplicare validă pentru denumirea unei plante sau animal.

## Descriere
O. gloveri măsoară 16 până la 22 cm în lungime și cântărește 140 până la 300 g. Are un craniu lung de 4,3 până la 5,3 cm, acesta având partea sa dorsală în formă de arc datorită înclinării oblice înapoi a osului parietal. Osul frontal iese ușor înainte și are două alveole ovale deasupra sa. Blana dorsală de vară este rufescentă cu tentă cenușie, brună cu tentă cenușie sau brună de culoarea ceaiului. De la crupă⁠(en)[traduceți] până la osul frontal, capul este portocaliu sau brun pal. Urechile sunt mari, măsurând fiecare câte 3,1 până la 3,9 cm în lungime, au peri subțiri și sunt de culoare castanie deschisă, portocalie sau brună-portocalie. Blana de iarnă seamănă cu cea de vară, dar este mai deschisă la culoare. Porțiunea ventrală și cea de sus a labelor picioarelor sunt cenușii mate sau albe cu tentă cenușie. Labele picioarelor din spate au fiecare lungimea de câte 3,1 până la 3,6 cm. Foramenul incisiv⁠(en)[traduceți] și foramenul palatal sunt detașate sau alăturate.
Subspecia nominată O. g. gloveri are obraji cenușii închis și crupă galbenă-fumurie. O. g. brookei are vârful nasului de o nuanță brună-roșcată portocalie, iar deasupra ochilor are puncte cenușii deschis. O. gloveri este similară cu O. erythrotis, însă aceasta se deosebește prin bula auditivă⁠(en)[traduceți] mai mică, crupa mai suplă și cavitățile nazale mai lungi față de cele ale speciei O. erythrotis. De asemenea, nu are „mantaua” roșcată pe care o are O. erythrotis.

## Răspândire și habitat
O. gloveri este endemică în China. Este găsită la altitudini înalte în nord-estul Tibetului, sud-vestul Qinghaiului, vestul Sichuanului și nord-vestul Yunnanului. Subspecia nominată O. g. gloveri este găsită în vestul Sichuanului, O. g. brookei este găsită în sud-vestul Qinghaiului și nord-estul Tibetului, iar O. g. calloceps este găsită în nord-vestul Yunnanului și estul Tibetului.
Este un iepure fluierător ce viețuiește în medii stâncoase care de obicei populează depuneri de grohotiș și fisuri din stânci care sunt mărginite de zone cu copaci în majoritatea arealului său. Se știe de asemenea să trăiască în pereți de chirpici de la lamaserii și din sate și nu trăiește în habitate agricole și de pășunat. Este de obicei întâlnită la altitudini înalte ce variază de la 3.500 până la 4.200 m deasupra nivelului mări, însă în Sichuan se poate găsi la altitudini mai joase, de 1.700 de metri.

## Comportament și ecologie
Se cunosc foarte puține despre comportamentul, ecologia și reproducerea speciei O. gloveri. Este o erbivoră oportunistă ce construiește căpițe de fân.

## Stare de conservare
Din 1996 încoace, O. gloveri este clasificată pe Lista roșie a IUCN privind speciile amenințate drept specie neamenințată cu dispariția. Motivul este că aceasta este o specie răspândită la nivel larg și care se găsește în zone izolate din China ce puțin probabil să fie afectate de activități umane. Starea actuală a tendinței de creștere/descreștere a populației este neclară, căci nu a fost efectuată nicio investigație ecologică sau de istorie naturală asupra speciei. Cu toate acestea, faptul că la nivel local este otrăvită și prinsă în capcană este o amenințare majoră pentru populațiile de O. gloveri. Este de asemenea listată pe lista roșie regională⁠(en)[traduceți] drept specie neamenințată cu dispariția în China.